# Yao (municipiu)

Yao (八尾市 Yao-shi?) este un municipiu din Japonia, prefectura Osaka.